# Xã Jefferson, Quận Chautauqua, Kansas
Xã Jefferson (tiếng Anh: Jefferson Township) là một xã thuộc quận Chautauqua, tiểu bang Kansas, Hoa Kỳ. Năm 2010, dân số của xã này là 686 người.